# Fluorure de thallium(I)
Le fluorure de thallium(I) est un composé du fluor et du thallium, de formule TlF. À l'état solide il est constitué de cristaux orthorhombiques, de couleur blanche. Ce solide est légèrement hygroscopique. Il présente une structure cristalline distordue de type chlorure de sodium (sel gemme),, en raison de la paire inerte 6s2 sur Tl+.
Ce sel est particulier parmi les halogénures de thallium(I) en raison de sa grande solubilité dans l'eau.

## Préparation
Le fluorure de thallium(I) peut être préparé par réaction du carbonate de thallium(I) (en) Tl2CO3 avec de l'acide fluorhydrique HF.